# Pat Riley
Patrick James Riley, detto Pat (Rome, 20 marzo 1945), è un ex cestista, allenatore di pallacanestro e dirigente sportivo statunitense, professionista nella NBA. È membro del Naismith Memorial Basketball Hall of Fame dal 2008 in qualità di allenatore.
È il presidente dei Miami Heat.

## Carriera

### Giocatore
Riley ha giocato per la Linton High School di Schenectady sotto il leggendario coach di New York State Walt Przybylo.
La vittoria della Linton High School per 74-68 a discapito dei New York City's Power Memorial del 29 dicembre 1961 è ricordata soprattutto per queste due presenze: il giocatore dei Power Memorial Lew Alcindor che più tardi cambiò il suo nome in Kareem Abdul-Jabbar; e per il futuro allenatore dei Los Angeles Lakers, Riley. "Una delle migliori partite della storia per il basket di Schenectady" dichiarò poi Pat Riley nel 1991.
Riley era un atleta molto versatile ai tempi del college, partecipava a qualsiasi manifestazione di basketball e di football americano.
Nel 1966 guidò la squadra di basket dell'University of Kentucky, allenata dal leggendario Adolph Rupp, alle finali NCAA tenutesi quell'anno.
Venne selezionato nel 1967 dai San Diego Rockets nel primo turno del draft NBA e venne anche scelto dalla franchigia di football americano dei Dallas Cowboys nell'11º round del draft 1967 dell'NFL. Riley scelse la carriera professionistica nel basket nei Rockets e, in seguito, firmò per i Los Angeles Lakers, aiutandoli ad arrivare alle NBA Finals del 1972. Dopo una carriera non molto significativa a livello di giocatore (pur con un anello vinto nel 1972), decise di ritirarsi nella stagione 1975-1976 quando vinse il titolo della Western Conference con i Phoenix Suns.

### Allenatore

#### Los Angeles Lakers
Riley tornò in NBA nella stagione 1976-77 come annunciatore radiofonico dei Lakers. Durante la stagione 1979-1980, quando la squadra era guidata da Jack McKinney, questi fu vittima di un grave incidente in bicicletta e l'assistant coach Paul Westhead assunse la guida della squadra. Allo stesso tempo Riley lasciò l'incarico di annunciatore radio per divenire uno degli assistant coach di Westhead.
Dopo solo 6 partite della stagione 1981-82 Magic Johnson dichiarò pubblicamente di essere scontento del gioco fatto da Westhead. Così il proprietario dei Lakers Jerry Buss indisse una conferenza stampa e licenziò immediatamente Westhead, nominando inoltre il GM Jerry West come head coach della squadra. West però durante la conferenza stampa rifiutò il lavoro e chiese a Riley "Vuoi allenare tu la squadra?". Riley accettò a patto che West avesse allenato la squadra per altre 5-6 gare prima del suo approdo in panchina.
Riley guidò i Lakers a 4 Finali NBA consecutive. Il primo titolo arrivò subito nel 1982 ai danni dei Philadelphia 76ers. Le stesse squadre si affrontarono nelle finali del 1983 ma questa volta la squadra di Philadelphia ebbe la meglio. I Lakers persero anche le finali del 1984 in gara-7 contro i Boston Celtics. Nel 1985 arrivò il secondo titolo NBA in un rematch dell'anno precedente e questa volta la squadra di Los Angeles vinse in 6 gare. I Lakers che avevano vinto per 4 anni consecutivi la Western Conference fermarono la propria corsa nella stagione 1985-86 cedendo l'onore agli Houston Rockets.
Riley si riscattò subito nella stagione 1986-87, con i Lakers che erano uno dei miglior team di tutti i tempi. Con i futuri Hall of Famers Magic Johnson, James Worthy e Kareem Abdul-Jabbar, più altri importanti giocatori come Michael Cooper, Byron Scott, A.C. Green, Mychal Thompson e Kurt Rambis, i Lakers finirono la stagione regolare con un record di 65-17, il terzo migliore di sempre. Nessuno fermò la squadra, che nelle finali 1987 domò i Celtics in 6 gare dando a Riley il terzo titolo NBA della carriera.
Uno dei momenti epici fu quando Pat Riley di fronte a una folla impazzita a Los Angeles disse pubblicamente che la squadra si sarebbe senza dubbio ripetuta. I Lakers non vinsero nella stagione regolare tutte le partite dell'anno precedente ma arrivarono nuovamente al titolo NBA divenendo così in 20 anni la prima squadra a vincere il titolo di lega per due volte consecutive. I Lakers batterono i Detroit Pistons in 7 gare nelle Finali NBA del 1988, come Riley aveva promesso.
I titoli conquistati in panchina da Riley lo consacrarono come quinta persona a giocare in una squadra e poi a diventarne più tardi l'allenatore vincendo il titolo NBA. Gli altri di questa speciale categoria sono Bill Russell, Tom Heinsohn, K.C. Jones e Billy Cunningham.
Anche se non si poteva chiedere molto di più a Pat, i Lakers investirono molto per cercare di vincere il loro terzo titolo consecutivo. Arrivarono fino alle finali NBA del 1989 ma nel rematch dell'anno precedente furono battuti nettamente dai Pistons 4-0. Erano gli ultimi playoff in carriera per il quarantaduenne Kareem Abdul-Jabbar. Riley si dimise da allenatore dei Lakers dopo una sconfitta contro i Phoenix Suns nei play-off della stagione 1989-90 a causa, secondo indiscrezioni, di un litigio con qualche giocatore nello spogliatoio. Nonostante questo venne nominato come allenatore dell'anno per la prima volta in carriera.

#### New York Knicks
Riley dopo aver abbandonato la panchina accettò un lavoro in televisione come commentatore per la NBC. Svolse questo lavoro per un solo anno prima di essere nominato head coach dei New York Knicks nella stagione 1991. Nella stagione 1992-93 Riley guidò la squadra al miglior record di franchigia nella stagione regolare e venne nominato allenatore dell'anno per la seconda volta. Riley arrivò di nuovo alle finali NBA del 1994, ma i Knicks persero in 7 partite contro gli Houston Rockets, dopo aver condotto la serie per 3-2.

#### Miami Heat
Nel 1995 Riley lasciò New York per accasarsi a Miami. Già tempo prima che Riley diventasse il nuovo coach degli Heat, I Knicks accusarono i rivali di trattare con Riley nonostante avesse ancora un anno di contratto. In effetti tutto ciò fu implicitamente confermato in data 1º settembre 1995, quando gli Heat diedero ai Knicks 1 milione di dollari cash e la loro prima scelta al Draft NBA 1996 (che sarebbe poi stata Walter McCarty): il giorno dopo Riley firmò ufficialmente per gli Heat.
Nei play-off del 1995-96 furono eliminati al primo turno dai Chicago Bulls di Phil Jackson e Michael Jordan.
Quella stagione fu molto importante per gli Heat: arrivarono infatti due pilastri della squadra come Alonzo Mourning e Tim Hardaway. Anche la off-season fu importante con l'arrivo in squadra di P.J. Brown e dell'ex Suns Dan Majerle.
Nel 1996-97 gli Heat batterono i Knicks in una serie molto fisica arrivata alla settima partita. La squadra giunse alle finali della Eastern Conference per la prima volta nella storia della franchigia, ma venne ancora sconfitta dai Bulls di Michael Jordan.
Riley venne nominato per la terza volta allenatore dell'anno, dopo che Miami aveva conquistato il titolo dell'Atlantic Division con un record in stagione regolare di 61–21.
Nel 1998, 1999 e 2000 gli Heat chiusero la stagione con una percentuale di vittorie oltre il 60%, ma, nei play-off, trovarono sulla propria strada i New York Knicks, che uscirono vincitori in tutte e tre le occasioni (due volte al primo turno e una al secondo).
Si arrivò così agli anni 2000. Riley mandò via Brown e Jamal Mashburn in cambio di Eddie Jones e acquistò Brian Grant. La squadra però risentì molto dell'assenza di Alonzo Mourning, afflitto da gravi problemi renali.
Terminata con un dignitoso 50-32 la stagione 2000-01, gli Heat organizzarono una vera e propria rivoluzione. La squadra cedette due dei suoi giocatori migliori: Tim Hardaway venne venduto ai Dallas Mavericks e Anthony Mason firmò per i Milwaukee Bucks. La squadra chiuse quindi la stagione con un record di 36-46. Riley si dichiarò disgustato dalla situazione tanto che pensò più volte di dimettersi dal suo ruolo di allenatore.
Prima dell'inizio della stagione 2003-04 lasciò la panchina per dedicarsi completamente al ruolo di Direttore Generale.
Stan Van Gundy, fino ad allora assistant coach, venne promosso head coach e, insieme al rookie Dwyane Wade, portò gli Heat ai play-off con un record di 42–40, nonostante un pessimo avvio con sette sconfitte consecutive.
L'anno successivo Riley rinforzò la squadra: cedette Caron Butler, Brian Grant, Lamar Odom e una prima scelta ai Lakers per la superstar Shaquille O'Neal. L'head coach Van Gundy guidò gli Heat alla finale della Eastern Conference, ma Miami perse contro i Detroit Pistons, a onor del vero dovendo rinunciare a Wade, infortunatosi nel corso della serie.
Riley riassunse la guida degli Heat il 12 dicembre 2005, rimpiazzando Stan Van Gundy, dopo lo stentato avvio con sole 11 vittorie nelle prime 21 partite.
Shaquille O'Neal rientrò da un infortunio, Dwyane Wade giocò una grande stagione e un roster di grandi giocatori come Gary Payton, Jason Williams e Antoine Walker, ottenuti in estate tramite scambi di mercato voluti da Riley, lo convinsero di poter arrivare al titolo NBA.
Gli Heat sconfissero i New Jersey Nets, i Chicago Bulls e i Detroit Pistons nelle finali di Eastern Conference e Riley portò la squadra per la prima volta ad una finale NBA contro i Dallas Mavericks.
Miami venne sconfitta nelle prime due partite a Dallas, ma tornati in Florida la situazione si capovolse e gli Heat ribaltarono la situazione tornando in Texas in vantaggio per 3-2. Un'altra vittoria in gara-6 consegnò alla franchigia il suo primo titolo NBA. Solo i Portland Trail Blazers nel 1976-1977 fino ad allora, avevano vinto il titolo dopo essersi trovati sotto 0-2. Per Riley si trattò del quinto successo da allenatore, che gli consentì di diventare, insieme a Alex Hannum e Phil Jackson, l'unico allenatore a vincere il titolo NBA con due team diversi.
Nella stagione 2006-2007 i Miami Heat vissero momenti difficili a causa di infortuni e problemi interni, e si arresero alla quinta testa di serie, i Chicago Bulls, in sole 4 partite (0-4).
Nonostante le ipotesi di un possibile ritiro, il 13 agosto 2007 Riley annunciò di voler allenare i Miami Heat per altre tre stagioni.
Tuttavia, dopo la disastrosa stagione 2007-08, conclusa da Miami come peggior squadra della lega con appena 15 vittorie, decise di lasciare la carica di allenatore ed affidarla ad Erik Spoelstra.

## Statistiche

### Allenatore
| Stagione | Squadra     | Regular Season | Regular Season | Regular Season | Regular Season | Regular Season           | Post Season                                              |
| Stagione | Squadra     | V              | P              | % V            | G              | Posizione finale         | Post Season                                              |
| -------- | ----------- | -------------- | -------------- | -------------- | -------------- | ------------------------ | -------------------------------------------------------- |
| 1981-82  | L.A. Lakers | 50             | 21             | 70,4           | 71             | 1º in Pacific Division   | Campione NBA                                             |
| 1982-83  | L.A. Lakers | 58             | 24             | 70,7           | 82             | 1º in Pacific Division   | Sconfitto alle NBA finals dai 76ers (0-4)                |
| 1983-84  | L.A. Lakers | 54             | 28             | 65,9           | 82             | 1º in Pacific Division   | Sconfitto alle NBA finals dai Celtics (3-4)              |
| 1984-85  | L.A. Lakers | 62             | 20             | 75,6           | 82             | 1º in Pacific Division   | Campione NBA                                             |
| 1985-86  | L.A. Lakers | 62             | 20             | 75,6           | 82             | 1º in Pacific Division   | Sconfitto alle Finali di Conference dai Rockets (1-4)    |
| 1986-87  | L.A. Lakers | 65             | 17             | 79,3           | 82             | 1º in Pacific Division   | Campione NBA                                             |
| 1987-88  | L.A. Lakers | 62             | 20             | 75,6           | 82             | 1º in Pacific Division   | Campione NBA                                             |
| 1988-89  | L.A. Lakers | 57             | 25             | 69,5           | 82             | 1º in Pacific Division   | Sconfitto alle NBA finals dai Pistons (0-4)              |
| 1989-90  | L.A. Lakers | 63             | 19             | 76,8           | 82             | 1º in Pacific Division   | Sconfitto alle Semifinali di Conference dai Suns (1-4)   |
| 1991-92  | N.Y. Knicks | 51             | 31             | 62,2           | 82             | 1º in Atlantic Division  | Sconfitto alle Semifinali di Conference dai Bulls (3-4)  |
| 1992-93  | N.Y. Knicks | 60             | 22             | 73,2           | 82             | 1º in Atlantic Division  | Sconfitto alle finali di Conference dai Bulls (2-4)      |
| 1993-94  | N.Y. Knicks | 57             | 25             | 69,5           | 82             | 1º in Atlantic Division  | Sconfitto alle NBA finals dai Rockets (3-4)              |
| 1994-95  | N.Y. Knicks | 55             | 27             | 67,1           | 82             | 2º in Atlantic Division  | Sconfitto alle Semifinali di Conference dai Pacers (3-4) |
| 1995-96  | Miami Heat  | 42             | 40             | 51,2           | 82             | 3º in Atlantic Division  | Sconfitto al Primo Round di Conference dai Bulls (0-3)   |
| 1996-97  | Miami Heat  | 61             | 21             | 74,4           | 82             | 1º in Atlantic Division  | Sconfitto alle Finali di Conference dai Bulls (1-4)      |
| 1997-98  | Miami Heat  | 55             | 27             | 67,1           | 82             | 1º in Atlantic Division  | Sconfitto al Primo Round di Conference dai Knicks (2-3)  |
| 1998-99  | Miami Heat  | 33             | 17             | 66,0           | 50             | 1º in Atlantic Division  | Sconfitto al Primo Round di Conference dai Knicks (2-3)  |
| 1999-00  | Miami Heat  | 52             | 30             | 63,4           | 82             | 1º in Atlantic Division  | Sconfitto alle Semifinali di Conference dai Knicks (3-4) |
| 2000-01  | Miami Heat  | 50             | 32             | 61,0           | 82             | 2º in Atlantic Division  | Sconfitto al Primo Round di Conference dai Hornets (0-3) |
| 2001-02  | Miami Heat  | 36             | 46             | 43,9           | 82             | 6º in Atlantic Division  | Manca i Playoffs                                         |
| 2002-03  | Miami Heat  | 25             | 57             | 30,5           | 82             | 7º in Atlantic Division  | Manca i Playoffs                                         |
| 2005-06  | Miami Heat  | 41             | 20             | 67,2           | 61             | 1º in Southwest Division | Campione NBA                                             |
| 2006-07  | Miami Heat  | 42             | 40             | 51,2           | 82             | 1º in Southwest Division | Sconfitto al Primo Round di Conference dai Bulls (0-4)   |
| 2007-08  | Miami Heat  | 15             | 67             | 18,3           | 82             | 5º in Southwest Division | Manca i Playoffs                                         |
|          | Carriera    | 1210           | 694            | 63,6           | 1904           |                          |                                                          |

## Palmarès

### Giocatore
- Campionato NBA: 1

Los Angeles Lakers: 1972
- NCAA AP All-America Third Team (1966)

### Vice Allenatore
- Campionato NBA: 1

Los Angeles Lakers: 1980

### Allenatore
- Campionato NBA: 5

Los Angeles Lakers: 1982, 1985, 1987, 1988
Miami Heat: 2006
- Allenatore dell'anno: 3 (record condiviso con Don Nelson e Gregg Popovich)

1990, 1993, 1997
- Allenatore all'All-Star Game: 9

1982, 1983, 1985, 1986, 1987, 1988, 1989, 1990, 1993
- Inserito tra i Top 10 Coaches in NBA History nel 1996
- Inserito tra i 15 Greatest Coaches in NBA History nel 2022

### Presidente-General Manager
- Campionato NBA: 2

Miami Heat: 2012, 2013